# Paul Maslak
Paul Maslak (* 28. November 19?? in Washington, D.C.) ist ein US-amerikanischer Filmproduzent und -regisseur. Er schreibt auch Storys und Drehbücher und tritt in einigen seiner Filme als Schauspieler auf.

## Leben und Wirken
Paul Maslak studierte an der University of Maryland und schloss als Bachelor für Business Administration ab. Danach arbeitete er unter anderem für Walt Disney World als Projektplaner für Epcot, für das Tokyo Disney Resort und für das Magazin Inside Kung-Fu. Als Casting-Regisseur für den Martial-Arts-Film Karate Tiger (No Retreat, No Surrender) verpflichtete er 1986 Jean-Claude Van Damme für die erste größere Rolle.
Anschließend arbeitete er in verschiedenen Funktionen für Wirtschaftsunternehmen sowie als freier Mitarbeiter bei HBO und TriStar Pictures sowie als Stuntman. Danach begann er mit Tätigkeiten in der Filmproduktion und arbeitete an mehreren Low-Budget-Filmen mit, bevor er selbst Produzent wurde.
Im Jahr 1996 führte er erstmals Regie bei dem von ihm selbst produzierten Film Female Justice (Sworn to Justice).

## Filmografie
- 1986: Karate Tiger (No Retreat, No Surrender) (Casting-Regisseur)
- 1989: The Weirdo (Executive Producer)
- 1991: Bloodfist Fighter 2 – Tödliche Rache (Ring of Fire) (Stunt-Koordinator)
- 1991: Future Kick (Kampfchoreograf)
- 1992: Bloodfist 3 – Zum Kämpfen verurteilt (Bloodfist III: Forced to Fight) (Stunt-Koordinator)
- 1992: Blackbelt (Story-Autor, Rolle als Bodyguard)
- 1992: Out for Blood (Co-Produzent, Drehbuch, Stunt-Koordinator, Rolle als Arzt)
- 1992: Bloodfist 4 – Deadly Dragon (Bloodfist IV: Die Trying) (Associate Producer, Stunt-Koordinator)
- 1993: Bloodfist Fighter 4 (Ring of Fire II: Blood and Steel) (Co-Produzent, Story-Autor, Stunt-Koordinator)
- 1994: Angel of Destruction (Furious Angel) (Story-Autor)
- 1994: Bloodfist V: Human Target (Human Target: Bloodfist 5) (Associate Producer)
- 1994: Red Sun Rising (Produzent, Story-Autor)
- 1994: CyberTracker (Produzent)
- 1996: Female Justice (Sworn to Justice) (Produzent, Regisseur, Story-Autor)
- 1999: Kiss Toledo Goodbye (Produzent)
- 2000: Unter falschem Verdacht (Primary Suspect) (Produzent)
- 2000: Just Sue Me (Produzent)
- 2000: The Right Temptation – Mörderische Versuchung (The Right Temptation) (Produzent)
- 2008: Doing a Deal in India (Kurzfilm) (Regisseur)

## Publikationen
- What the masters know. The science and psychology of strategic fighting. Unique Publications, Hollywood, CA 1980, ISBN 0-08-658026-4.
- Strategy in unarmed combat. The science of champions. Unique Publications, Hollywood, CA 1980, ISBN 0-86568-000-0.